# エルミニオ・マサントニオ
エルミニオ・マサントニオ（Herminio Masantonio, 1910年8月5日 - 1956年9月11日）は、アルゼンチン・ブエノスアイレス州エンセナダ出身のサッカー選手。ポジションはフォワード。

## 経歴
アルゼンチンサッカーが凋落していた当時、1931年にデビュー。キャリアのほとんどをCAウラカンで過ごし、プリメーラ・ディビシオンの歴史でも屈指のゴールゲッターとなった。CAウラカンでは254得点を挙げてクラブ最多得点記録を保持するほか、プリメーラで358試合に出場して挙げた256得点は、293得点を挙げたアルセニオ・エリコ、アンヘル・ラブルナに次ぐ3番目の得点記録である。
アルゼンチン代表としても南米選手権に2度（1935年、1942年）出場。それぞれ4得点、7得点を挙げて大会得点王となった。同大会での11得点はジジと並んで12位タイ、2大会にしか出場していない選手の中ではトップの数字である。アルゼンチン代表では、1試合あたり1得点を超える高いゴールアベレージを誇った。
1943年にはウルグアイのクラブCAデフェンソールへ移籍するも、短期間でアルゼンチンへと戻りCAバンフィエルドでプレーした。1945年、キャリアをスタートさせたCAウラカンで引退。